# Marcabal
Marcabal es una localidad peruana capital del Distrito de Marcabal de la Provincia de Sánchez Carrión en el Departamento de La Libertad. Se ubica aproximadamente a unos 230 kilómetros al este de la ciudad de Trujillo.